# Буковић (Скопље)
Буковић (мкд. Буковиќ) је насеље у Северној Македонији, у северном делу државе. Буковић припада градској општини Сарај града Скопља. 

## Географија
Буковић је смештен у северном делу Северне Македоније. Од најближег већег града, Скопља, насеље је удаљено 20 km западно.
Насеље Буковић је у историјској области Дервент, у долини реке Суводолице. Северно од насеља издиже се планина Жеден, а јужно Сува гора. Надморска висина насеља је приближно 360 метара.
Месна клима је континентална.

## Становништво
Буковић је према последњем попису из 2002. године имао 1.723 становника.
Претежно становништво у насељу су Албанци (99%).
Већинска вероисповест је ислам.